# عنبرآباد
عنبرآباد یکی از شهرهای استان کرمان و مرکز شهرستان عنبرآباد است. جمعیت این شهر بر اساس سرشماری ۱۳۹۵ برابر با ۸۲٬۴۳۸ نفر (۵٬۲۸۵ خانوار) است.

## جغرافیا
عنبرآباد شهری است در ۲۵۷ کیلومتری جنوب استان کرمان که از شمال و غرب با شهرستان جیرفت، از جنوب با شهرستان‌های کهنوج و رودبار جنوب و از شرق با شهرستان‌های بم و ریگان هم‌مرز می‌باشد. طبق نتایج سرشماری سال ۱۳۹۵ جمعیت این شهرستان ۸۲ هزار نفر می‌باشد که شامل ۲ بخش مرکزی و جبالبارز جنوبی و ۳ شهر عنبرآباد، مردهک و دوساری می‌باشد.
شهرستان عنبرآباد، شهرستانی که روزگاری به عنوان یکی از بخش‌های جیرفت به‌شمار می‌رفت، از جمله شهرستان‌های جنوبی استان کرمان است که با ۶۰۱ متر ارتفاع از سطح دریا از شمال به شهرستان‌های جیرفت و بم، از جنوب به کهنوج و رودبار جنوب، از خاور به بم و ریگان و از باختر به جیرفت منتهی می‌شود. شهرستان عنبرآباد با وسعت نزدیک به ۴۶۹۹ کیلومتر مربع برابر ۲/۶ درصد از پهنهٔ استان را به خود اختصاص داده‌است و در جنوب خاوری استان کرمان قرار گرفته‌است.

### آب و هوای شهری
این شهرستان دارای دو اقلیم گرم و نیمه مرطوب در نواحی باختری و گرم و خشک در نواحی خاوری است. آن‌گونه که گرمای آن در تابستان گاه به ۵۰ درجهٔ سانتی گراد می‌رسد، هرچند که در مناطق کوهستانی، هوایی سرد و معتدل دارد. بیشترین میزان بارندگی این شهرستان در زمستان و پاییز صورت می‌گیرد.